# G2 e스포츠
G2 e스포츠(G2 Esports)는 독일의 종합 프로게임단이다.

## 연혁
- 2014년 2월 14일 : Gamers2 리그 오브 레전드 부문 창단
- 2015년 : G2 Esports로 팀명 변경
- 2019년 1월 3일 : G2 Arctic 창단 (육성군)

## 소속 선수

### 1군
- 감독 : 딜런 팔코
- 매니저 : 라파엘 클라우스먼
- 분석 : 호드리구 올리베이라

| 이름                 | 소환사명    | 포지션  | 비고      |
| -------------------- | ----------- | ------- | --------- |
| 세르겐 실릭          | BrokenBlade | 탑      |           |
| 마르친 얀콥스키      | Jankos      | 정글    |           |
| 라스무스 뷘터        | caPs        | 미드    |           |
| 호드리구 올리베이라  | Rodrigo     | 미드    | 분석 겸직 |
| 빅터 리롤라 토르타스 | Flakked     | AD 캐리 | 주장      |
| 라파엘 크라베        | Targamas    | 서포터  |           |

### 육성군
- 감독 : 토마스 켐벨로스
- 분석 : 카를로스 마스츠레

| 이름 | 소환사명 | 포지션  | 비고 |
| ---- | -------- | ------- | ---- |
|      |          | 탑      |      |
|      |          | 정글    |      |
|      |          | 정글    |      |
|      |          | 미드    |      |
|      |          | AD 캐리 |      |
|      |          | 서포터  |      |

## 주요 성적
- 리그 오브 레전드 챔피언십 시리즈 유럽 2016 스프링 우승
- 리그 오브 레전드 챔피언십 시리즈 유럽 2016 서머 우승
- 리그 오브 레전드 월드 챔피언십 2016 공동 14위
- IEM 월드 챔피언십 시즌 6 리그 오브 레전드 부문 준우승
- 리그 오브 레전드 챔피언십 시리즈 유럽 2017 스프링 우승
- 미드 시즌 인비테이셔널 2017 준우승
- 리프트 라이벌즈 2017 블루 리프트 준우승 (LCS EU)
- 리그 오브 레전드 챔피언십 시리즈 유럽 2017 서머 우승
- 리그 오브 레전드 월드 챔피언십 2017 9위
- 리그 오브 레전드 챔피언십 시리즈 유럽 2018 스프링 준우승
- 리그 오브 레전드 챔피언십 시리즈 유럽 2018 서머 준우승
- 리그 오브 레전드 월드 챔피언십 2018 4위
- 리그 오브 레전드 유러피언 챔피언십 2019 스프링 우승
- 미드 시즌 인비테이셔널 2019 우승
- 리그 오브 레전드 유러피언 챔피언십 2019 서머 우승
- 리그 오브 레전드 월드 챔피언십 2019 준우승
- 리그 오브 레전드 유러피언 챔피언십 2020 스프링 우승
- 리그 오브 레전드 유러피언 챔피언십 2020 서머 우승
- 리그 오브 레전드 유러피언 챔피언십 2021 스프링 3위
- 리그 오브 레전드 유러피언 챔피언십 2021 서머 4위
- 리그 오브 레전드 유러피언 챔피언십 2022 스프링 우승
- 미드 시즌 인비테이셔널 2022 3위
- 리그 오브 레전드 유러피언 챔피언십 2022 서머 준우승